# Baur (carrosseriebouwer)

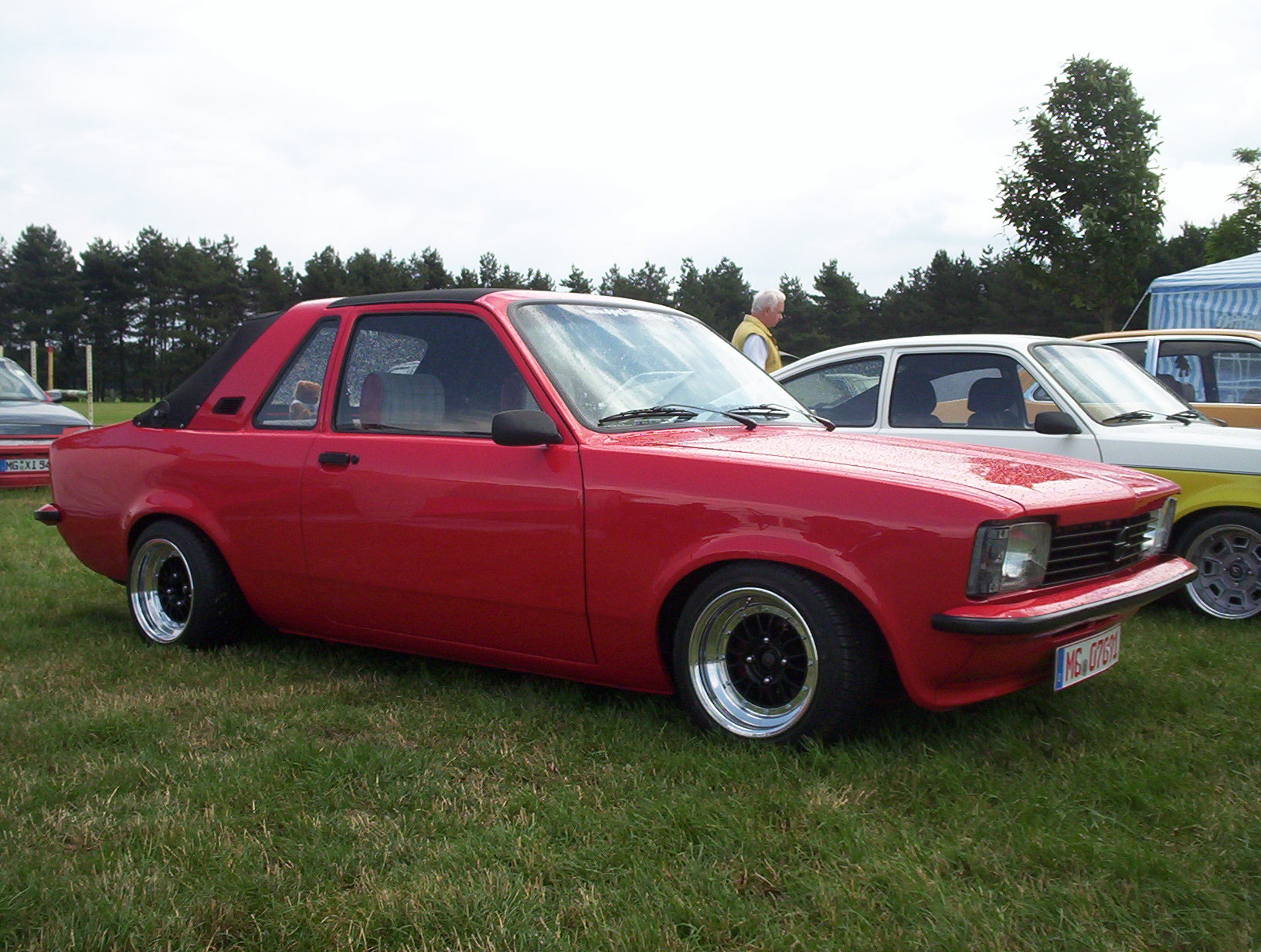
Opel Kadett C Aero

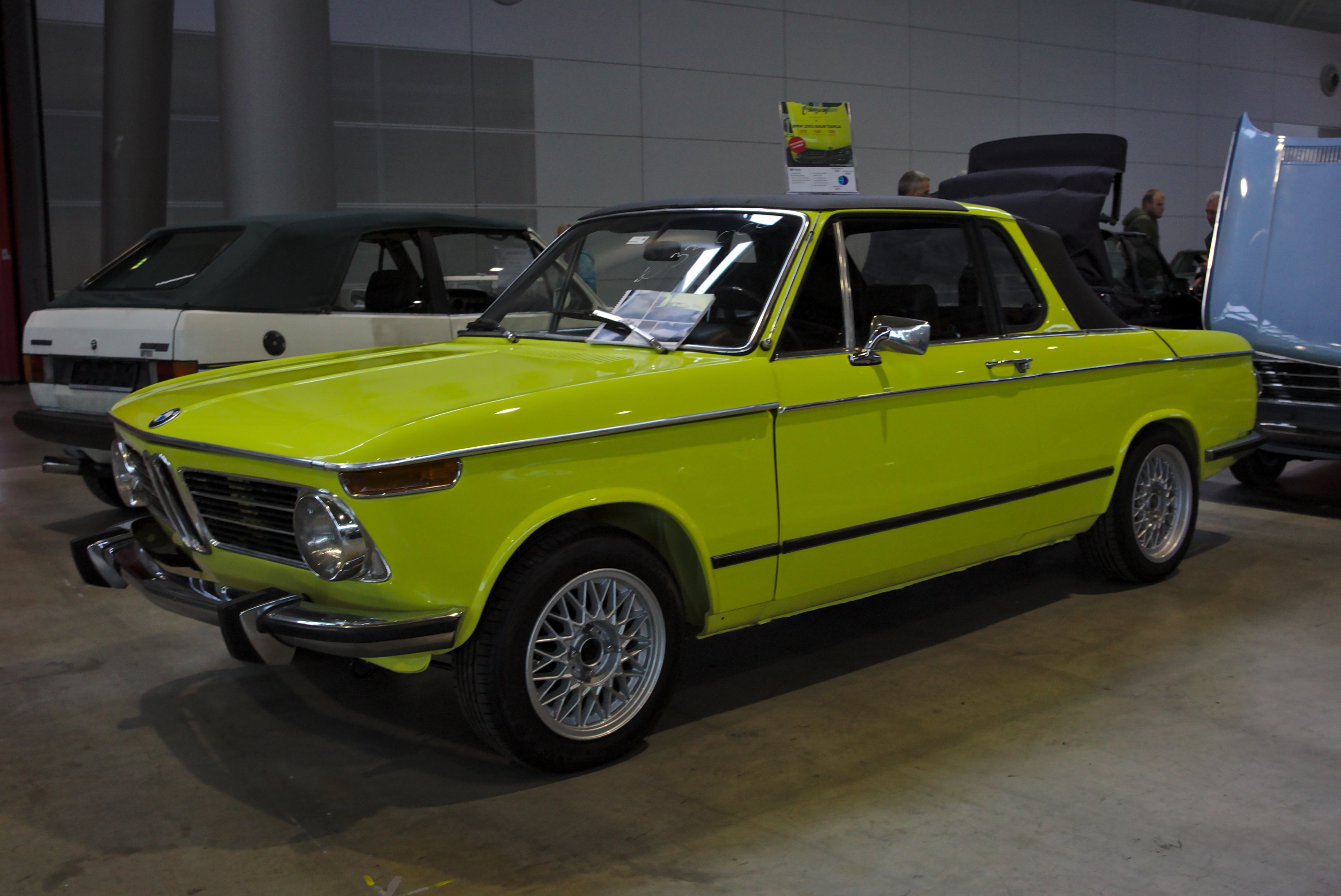
BMW 02 Baur

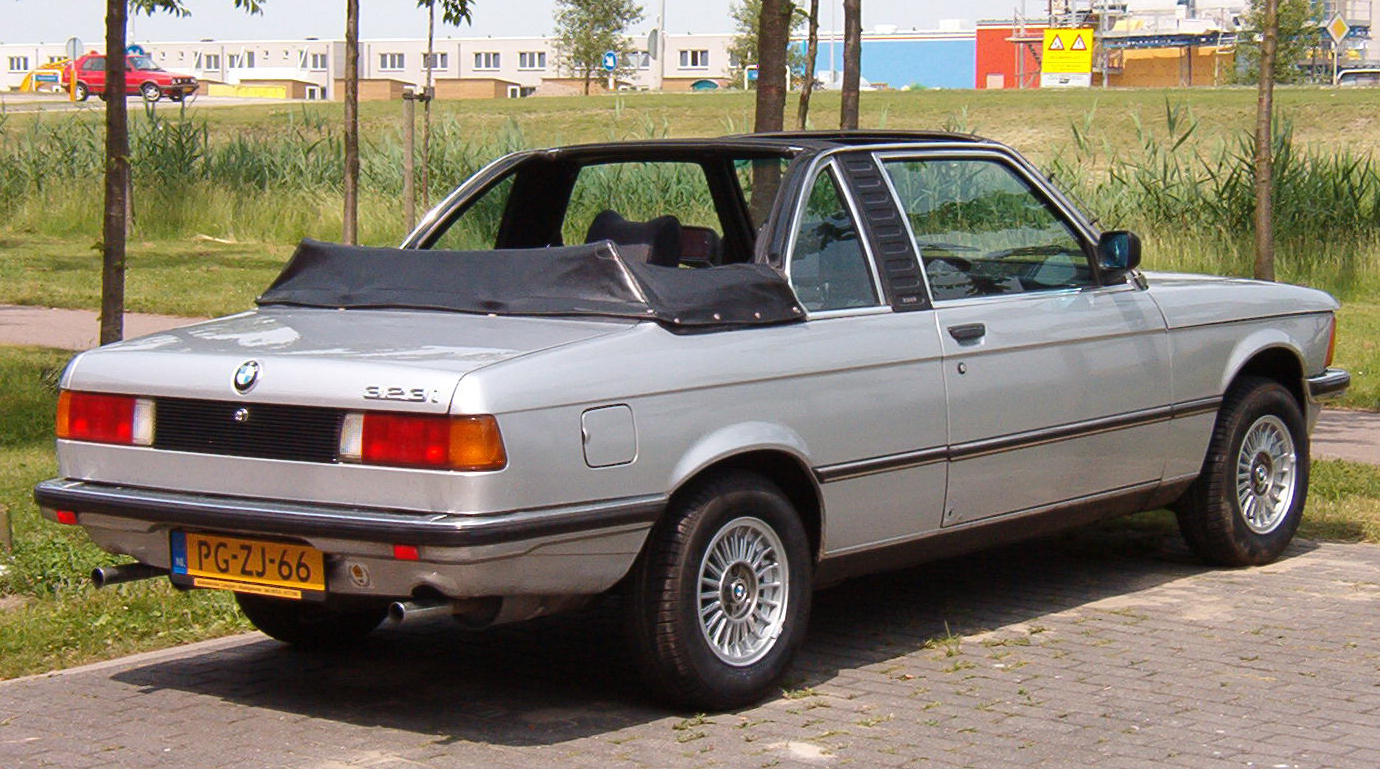
BMW 323i Baur

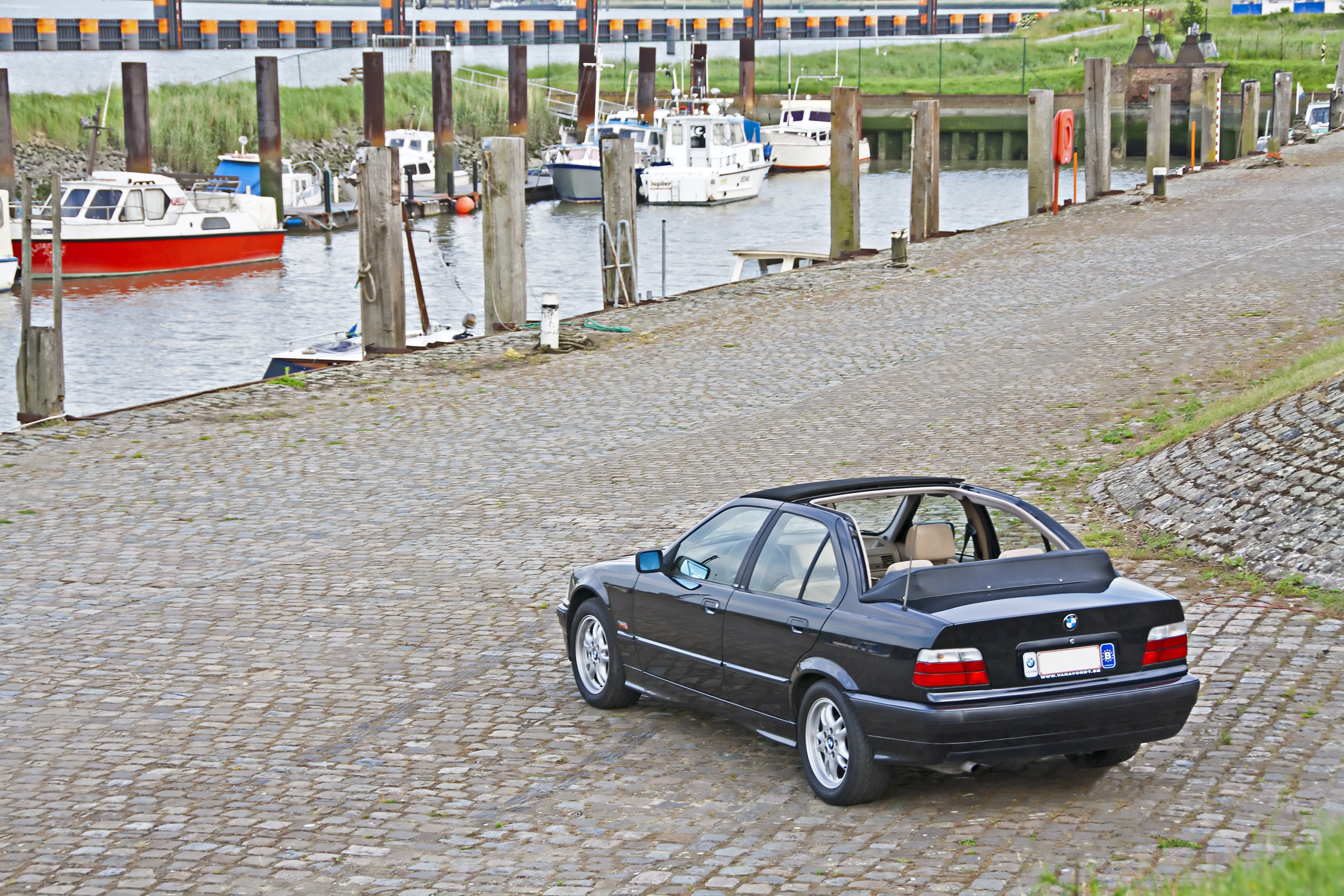
E36 318I Baur. N° 260

Baur was een carrosseriefabriek in Stuttgart, aan de Poststrasse 40-62. De fabriek heeft bestaan van 1910 tot 1999 en was vooral bekend om haar vooruitstrevende technieken, zoals werken met kunststof.

## Producten
Voor de Tweede Wereldoorlog produceerde Baur vooral voor de luxe merken, waaronder Mercedes-Benz, Horch en Maybach. Na de oorlog was er geen geld voor compleet nieuwe auto's en door oude auto's te voorzien van een nieuwe carrosserie, konden deze weer een hele tijd mee. Zo heeft Baur veel vooroorlogse DKW's van een nieuw uiterlijk voorzien.
Ook produceerde het bedrijf in kleine aantallen voor merken zoals Veritas en BMW. Zo begon de lange samenwerking van Baur met BMW.
Die samenwerking werd na de dure 501 coupés en cabriolets voortgezet met de kleine 700, waarbij Baur weer verantwoordelijk was voor de coupé- en cabriolet-uitvoeringen. In diezelfde periode bouwde Baur voor Auto-Union de Auto Union 1000 Sp, eveneens als coupé en als cabriolet.
Na de 700 kwam voor BMW de Neue Klasse. Ook nu produceerde Baur de cabriolet-versie. In eerste instantie (net zoals de 501 en 700) volledig open. Maar door het sportieve karakter dat BMW zich had verworven, werd ook met de cabrio sportief gereden, en daarvoor bleek de volledig open versie niet stijf genoeg. Omdat dit te verhelpen werd een soort Targa-beugel gebruikt. Hierbij was het harde middenpaneel uitneembaar en kon de achterruit worden neergeklapt. Deze constructie zou een bepalend beeld worden voor de later BMW Baur TC's. De eerste BMW's die zo door Baur werd gemaakt kwamen uit de 02-reeks. Overigens was er eveneens een volledige cabriolet op basis van de 02-serie.
In de jaren zeventig werd voor Opel de Opel Kadett C Aero gebouwd, weer met die typerende beugel. Daarnaast werd voor de Bitter cd, een auto op Opel-basis, de carrosserie vervaardigd. De techniek stamde van de Opel Diplomat.
Midden jaren zeventig kwam de opvolger van de Neue Klasse, de BMW E21. Na twee jaar werd deze weer geleverd als Baur-cabriolet. Deze wagens werden als normale tweedeurs-modellen bij Baur afgeleverd, alwaar men het dak eraf sleep en de Targa-beugel bevestigde. Deze ombouw stond bij de opties genoemd, na het schuifdak. Deze "optie" kostte zo'n 5000 euro.
Eind jaren zeventig, begin jaren tachtig bouwde Baur ook de BMW M1 raceauto van BMW. Daarnaast produceerde het bedrijf carrosserieën voor Isdera.
Naast carrosserieën en volledige afbouw produceerde Baur ook onderdelen. Zo werden voor Audi de bodemplaten en de spatborden voor de Audi Quattro gemaakt. De korte Sport Quattro's werden volledig door Baur in elkaar gezet.
In 1982 verscheen de nieuwe BMW 3-serie, de BMW E30. Deze was direct ook leverbaar als Baur. Aan de type-aanduiding werden de letters TC toegevoegd. Toen in 1986 de volledig open cabriolet van BMW op de markt kwam, overigens wel door Baur ontwikkeld, ging men gewoon door met de Baur TC's. Voor diezelfde E30-serie maakte men carrosseriedelen en wel voor de M3. De typerende verbrede spatborden werden door Baur geproduceerd.
In hetzelfde jaar (1986) kwam men met een prototype voor een kleine roadster op basis van de E30, genaamd de Baur TC3. Helaas was BMW al zelf bezig met een soortgelijk project. BMW verbood Baur gebruik te maken van de E30-basis, maar Baur mocht uiteindelijk wel de BMW Z1 produceren.
De jaren tachtig en negentig was ook de Porsche-tijd van Baur. Voor Porsche produceerde men namelijk de Porsche 944 en later de Porsche 968 cabriolets. Tevens maakte men de "Uber-Porsche", de Porsche 959.
Na de E30 kwam de E36, die ook leverbaar werd als cabriolet. Hierdoor was er eigenlijk geen plek meer voor een Baur TC-uitvoering. Uiteindelijk zijn er nog iets meer dan 300 Baur TC's op basis van de 4-deurs E36 gemaakt, maar een geslaagd ontwerp mag het niet worden genoemd. 
Ook produceerde men auto's in opdracht van (rijke) particulieren en maakte men prototypes.

## Tegenwoordig
Baur werd in 1999 overgenomen door IVM Automotive. Daar produceert men nu prototypes en auto's in opdracht. Daarbij moet men denken aan bijvoorbeeld limousines voor taxi-bedrijven.
De fabrieken aan de Poststrasse 40-62 zijn begin 2004 gesloopt.